# Namazonurus campbelli
Namazonurus campbelli (поясохвіст Кемпбелла) — вид ящірок родини поясохвостів (Cordylidae). Ендемік Намібії.

## Опис
Довжина дорослих поясохвостів Кемпбелла (без врахування хвоста) становить 60-75 мм, максимальна довжина — 79 мм. Ці ящірки мають колючий вигляд завдяки кілеподібній, шипастій лусці на хвості та на боках. Голова темно-коричнева, спина каштанова або світло-коричнева, поцяткована жовтими плямками і темно-коричневими смужками, іноді з темною смугою по центру. Нижня частина тіла білувата. Поясохвостів Кемпбелла можна відрізнити від намаквалендських поясохвостів (N. namaquensis), у яких з боків голови ідуть помітні темноі смуги, на боках тіла є дві вузькі темні смуги, а світлі плями на спині відсутні.

## Поширення і екологія
Поясохвости Кемпбелла мешкають в горах Великого Уступу, зокрема в горах Науклюфт. Вони живуть в сухих кам'янистих саванах, де трапляються в тріщинах серед скель. Зустрічаються на висоті від 1200 до 1700 м над рівнем моря. Яйцеживородні.

## Етимологія
Вид названий на честь Вільяма Кемпбелла (1880—1962), власника ферми Барбі, звідки описаний типовий зразок виду.